# Nikolaj Maksimovič Alimov
Nikolaj Maksimovič Alimov (rusko Николай Максимович Алы́мов), sovjetski general, * 1890, † 1958.